# БРЕМ-1

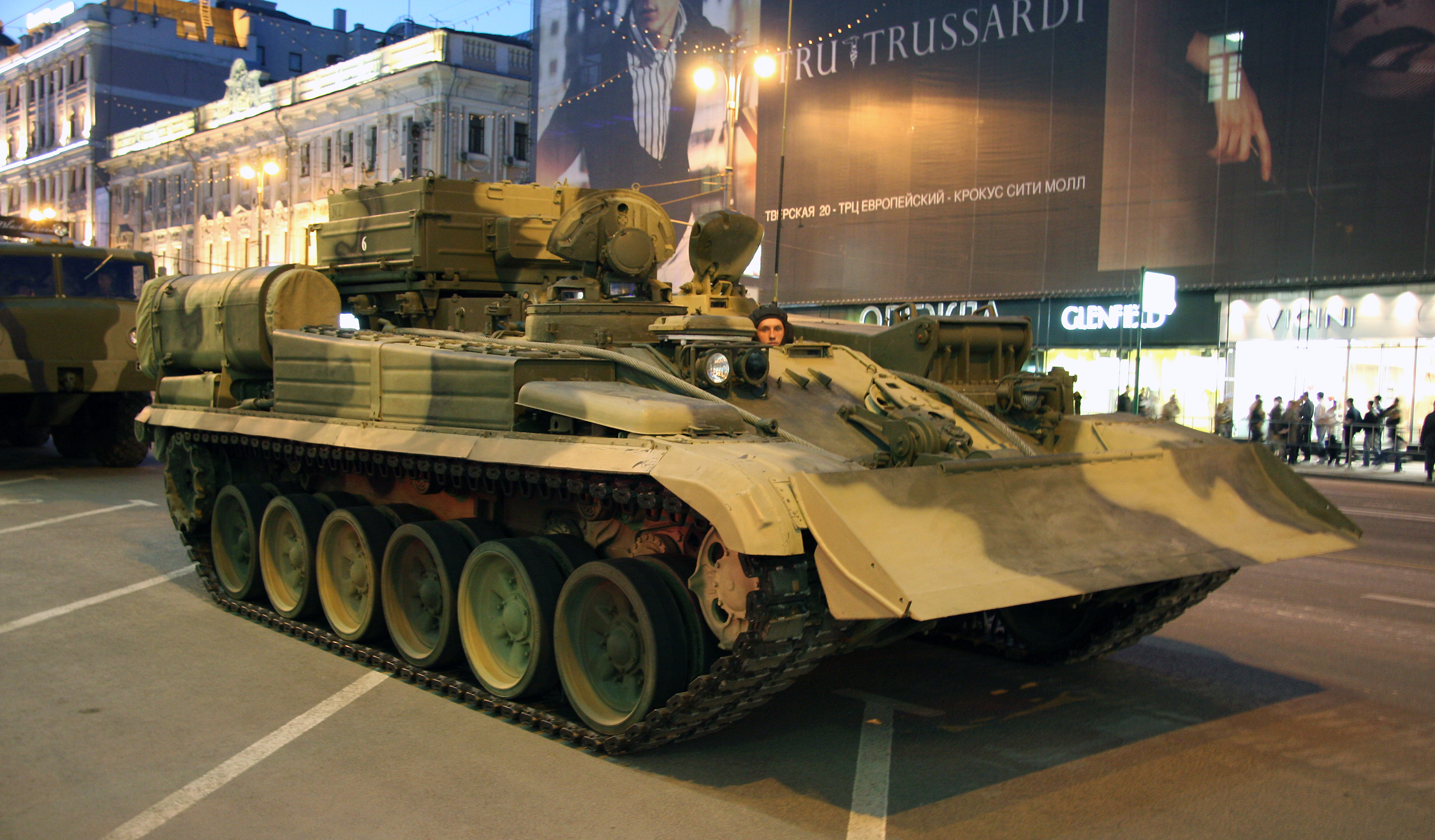

Броньована ремонтно-евакуаційна машина 1 (БРЕМ-1, «Об'єкт 608») — призначена для евакуації застряглої і пошкодженої техніки (БТР, БМП, БМД, танків та ін.), в тому числі і з-під вогню противника. Забезпечує необхідний ремонт і технічне обслуговування в польових умовах. Створена на базі шасі основного танка Т-72, в місті Омську під керівництвом А. А. Морова. Прийнята на озброєння в 1975 році.
Призначалася для підрозділів, на озброєнні яких перебували танки Т-64, Т-72, Т-80 та їх модифікації.

## Модифікації
- БРЕМ-1 — базова модифікація;
  - БРЕМ-1М — модернізована версія, зроблена на базі танка Т-90, відрізняється підвищеною вантажопідйомністю крана та збільшеним тяговим зусиллям лебідки[1];
  - БТС-5 — модифікація, на відміну від базової моделі, БТС-5 виготовляються не знову, а шляхом переробки шасі танків Т-72А в процесі капітального ремонту. Базовий варіант БТС-5 обладнаний краном на 1,5 тонни[2][3];
    -  БТС-5Б — українська модифікація, варіант з краном на 12 тонн.[4]